# Francisco Fernández Torrejón
Francisco Javier Fernández Torrejón (Santiago, 19 augustus 1975) is een voormalig Chileens voetballer.

## Clubcarrière
Fernández speelde tussen 1992 en 2006 voor Colo-Colo, Deportes Temuco, Santiago Morning, Universidad Católica, Mito HollyHock en La Serena.

## Interlandcarrière
Fernández kwam in totaal twee keer uit voor de nationale ploeg van Chili in de periode 1991–1993. Onder leiding van bondscoach Nelson Acosta maakte hij zijn debuut op 9 februari 2000 in de vriendschappelijke thuiswedstrijd tegen Australië (2-1).